# Sphegina amurensis
Sphegina amurensis är en tvåvingeart som beskrevs av Mutin 1984. Sphegina amurensis ingår i släktet midjeblomflugor, och familjen blomflugor. Inga underarter finns listade i Catalogue of Life.